# Попов, Геннадий (легкоатлет)
Генна́дий Попо́в (род. 4 августа 1969) — российский легкоатлет, специалист по бегу на длинные дистанции и кроссу. Выступал на профессиональном уровне в 1994—2003 годах, чемпион России по полумарафону, победитель и призёр всероссийских первенств, участник трёх кроссовых чемпионатов Европы. Представлял Воронежскую область. Мастер спорта России.

## Биография
Геннадий Попов родился 4 августа 1969 года. Занимался лёгкой атлетикой в Спортивной школе олимпийского резерва № 21 в Воронеже.
Первого серьёзного успеха на всероссийском уровне добился в сезоне 1994 года, когда на зимнем чемпионате России в Липецке выиграл серебряную медаль в зачёте бега на 3000 метров. В составе российской сборной стартовал на впервые проводившемся чемпионате Европы по кроссу в Алнике, где занял в личном зачёте 84-е место.
В 1995 году на следующем кроссовом чемпионате Европы в Алнике показал 48-й результат.
В 1997 году завоевал бронзовую награду в дисциплине 10 км на открытом чемпионате России по бегу по шоссе в Щёлково, стал пятым на полумарафоне в Нижнем Новгороде, вторым на Суперкубке по марафону «Москва-Лужники», занял 69-е место на чемпионате Европы по кроссу в Оэйраше.
В 1998 году финишировал восьмым на первом этапе Суперкубка «Москва-Лужники».
В 1999 году взял бронзу в дисциплине 10 км на чемпионате России по бегу по шоссе в Адлере, с личным рекордом 1:03:40 финишировал четвёртым на полумарафоне ГАЗ в Нижнем Новгороде, стал бронзовым призёром пробега «Садовое кольцо» в Москве, одержал победу на чемпионате России по полумарафону в Санкт-Петербурге.
В 2000 году стал серебряным призёром на полумарафоне ГАЗ в Нижнем Новгороде, бронзовым призёром на «Садовом кольце» и Московском полумарафоне.
В 2001 году финишировал третьим на Московском полумарафоне.
На Московском полумарафоне 2003 года пришёл к финишу четвёртым.